# Кубок Камы
Кубок Камы — парусная регата, крупнейшее в Пермском крае соревнование по парусному спорту.

## История
«…История крейсерских гонок в г. Перми начинается с 1960 года. Тогда, впервые была проведена 100-мильная крейсерская гонка — „Пермь-Чермоз-Пермь“. С тех пор крейсерские гонки стали традиционными в ежегодном календаре соревнований по парусному спорту в г. Перми.
С начала 70-х годов эта гонка стала одним из этапов „Кубка Камы“. Соревнования приобретали все большую популярность и становятся самыми массовыми соревнованиями Пермских яхтсменов.
С 1980 года „Кубок Камы“ проводится в несколько гонок одной серией на дистанции до 300 миль.

В 1987 году в гонках на „Кубок Камы“ участвовало 39 яхт и более 180 яхтсменов из пяти яхт-клубов и 8 коллективов физкультуры городов Перми и Березников…»

## Формат регаты
Формат регаты — крейсерские гонки. На регату заявляется порядка 30 команд. Участвующие классы яхт: Конрад-25Р, Конрад-25РТ, Поларис, Картер-30, Л-6, свободный класс.

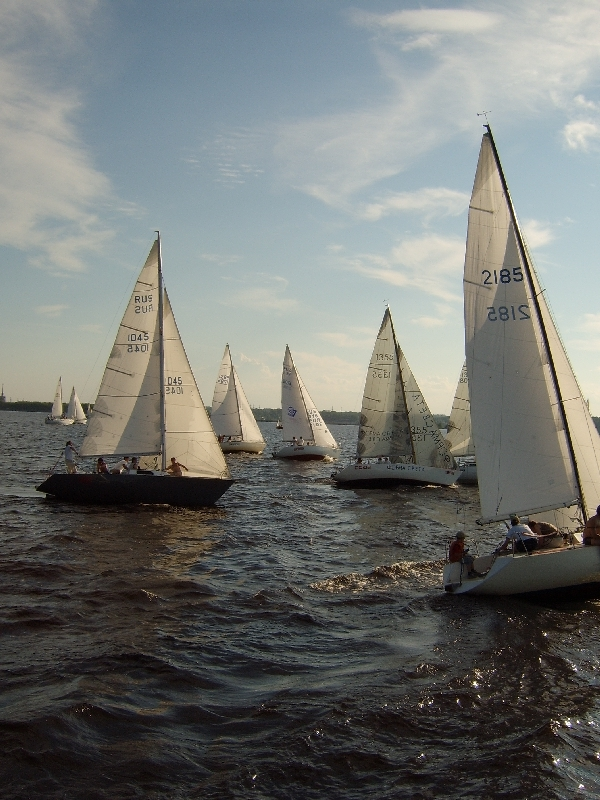
Кубок Камы. Яхты перед стартом

## Сроки проведения
Традиционно проходит в начале лета, в третьей или второй декаде июня. Длится соревнование от одной до двух недель.

## Акватория
Камское и воткинское водохранилища. Регата проводится или вверх, или вниз по р. Каме относительно плотины КамГЭС. Практически все участвующие яхты стоят выше плотины, поэтому для проведения регаты «вниз» весь флот нужно шлюзовать.

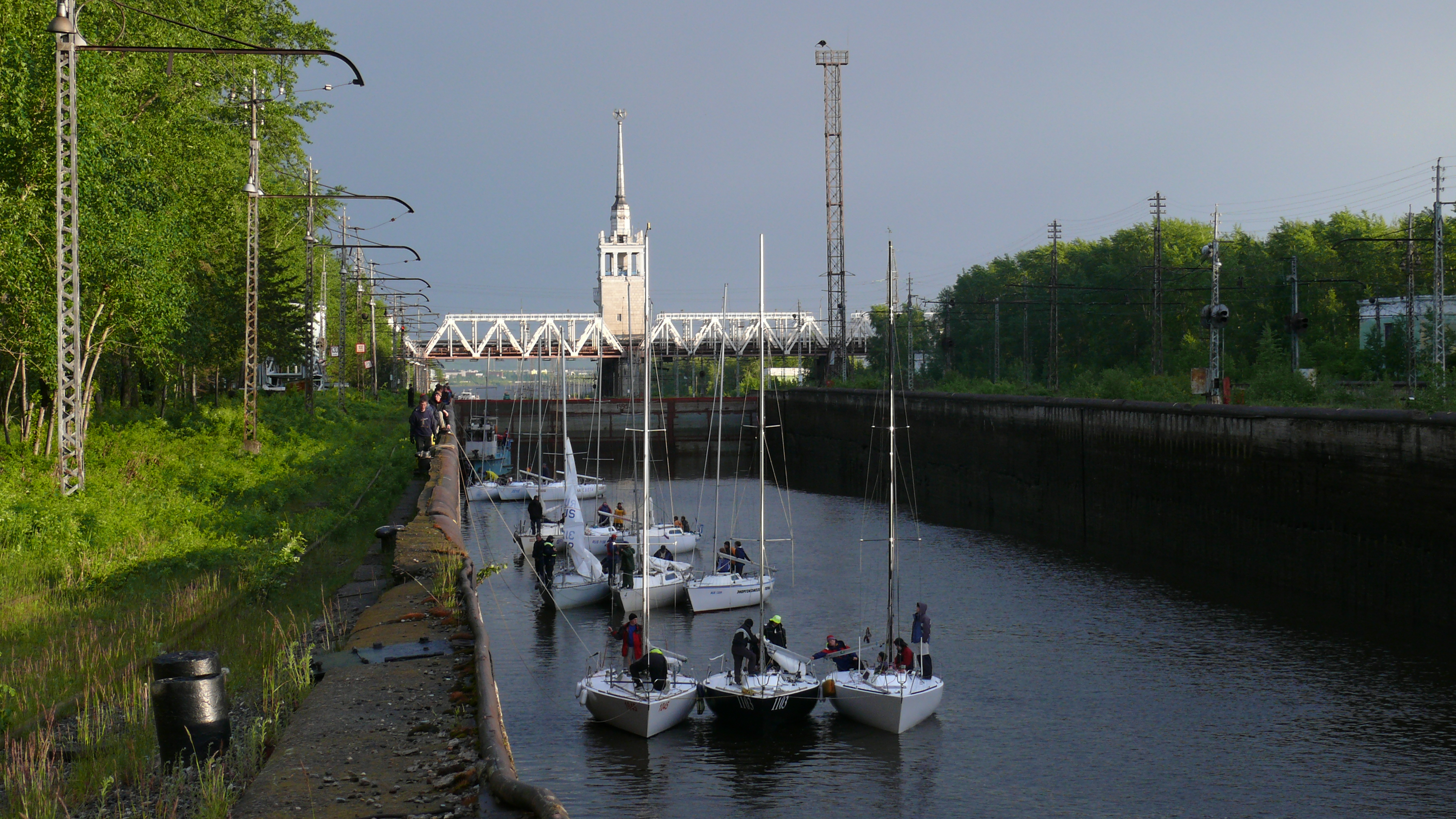
Яхты на шлюзовке